# Archibald
Archibald – forma oboczna imienia Erchembod – imię męskie pochodzenia germańskiego, złożone z członów ercan („prawdziwy, autentyczny”) i bald („śmiały, odważny”). Inną formą oboczną jest imię Erchembald, a w Polsce występowało w formie Archibald, Archambałt, Archambuł, Erkinbold i Erkambaldus. Według stanu na 17 stycznia 2015 r. imię to miało w Polsce 5 nadań.  
Archibald imieniny obchodzi 27 marca.
Osoby noszące imię Archibald:
- Archibald Campbell, szkocki arystokrata, polityk i prawnik,

- Archibald Alec Leach, aktor znany pod pseudonimem Cary Grant,
- Archie Mountbatten-Windsor, brytyjski arystokrata, syn Henryka, księcia Sussexu.